# Hellinsia discors
Hellinsia discors là một loài bướm đêm trong họ Pterophoridae. Loài bướm đêm này được tìm thấy ở Guyana. Con trưởng thành có sải cánh dài 12–13 mm. Con trưởng thành bay vào tháng 1-3 trong năm. Các cánh trước là màu trắng son, với một vài rải rác màu nâu đậm và đốm đen. Các cánh sau có màu hơi xám tối.